# Castell de Víllec
Castell de Víllec és un castell del municipi de Montellà i Martinet (Cerdanya) declarat bé cultural d'interès nacional.

## Descripció
Es troba a la part més alta del turó de Víllec sobre el riu de Bastanist.
La fortificació està formada per una torre de planta trapezoïdal, per una construcció annexa situada al costat sud-oest i per una esplanada tancada per una muralla.
El costat meridional de la torre fa uns 5 metres, mentre que els altres tres en fan 4. El gruix del mur és de 120 cm. L'aparell és de pedres poc treballades de forma allargada col·locades en filades.
El cos annex també és de planta trapezoïdal i fa aproximadament 4 m per 4 m. Els murs tenen un gruix de 60 cm. El recinte del castell que s'estenia cap al nord-est i feia aproximadament 20 m per 5 m. Del mur que tancava tot el recinte en queden escasses restes a la banda septentrional. Es tracta d'un castell feudal del segle xi.